# Kaiserpokal 1984
Der Kaiserpokal 1984 war die 64. Austragung des Kaiserpokals, des höchsten japanischen Fußballpokalwettbewerbs. Sieger des Wettbewerbs waren die Yomiuri.

## Ergebnisse

### 1. Runde
|                           | Ergebnis        |                                               |
| ------------------------- | --------------- | --------------------------------------------- |
| Nissan Motors             | 6:0             | Mazda Auto Hiroshima                          |
| NTT Kinki                 | 0:1             | Mazda                                         |
| Kyushu-Sangyo-Universität | 1:2             | Tanabe Pharmaceutical                         |
| Universität Fukuoka       | 1:1 (4:3 i. E.) | Mitsubishi Heavy Industries                   |
| Honda Motors              | 2:2 (5:4 i. E.) | Universität Tsukuba                           |
| Toyota Motors             | 2:3             | Hitachi                                       |
| Kokushikan-Universität    | 3:2             | Universität Sapporo                           |
| Fukushima FC              | 0:6             | Furukawa Electric                             |
| Yomiuri                   | 2:1             | Osaka University of Health and Sport Sciences |
| Nippon Steel              | 1:4             | Teijin                                        |
| Nippon Kokan              | 0:1             | Matsushita Electric                           |
| Nissei Plastic Industrial | 0:3             | Yanmar Diesel                                 |
| Fujita Industries         | 4:0             | Sumitomo Metals                               |
| Aichi-Gakuin-Universität  | 3:1             | TDK                                           |
| Seino Transportation      | 1:3             | Toshiba                                       |
| Kofu SC                   | 0:3             | Yamaha Motors                                 |

### Achtelfinale
|                        | Ergebnis |                          |
| ---------------------- | -------- | ------------------------ |
| Nissan Motors          | 5:2      | Mazda                    |
| Tanabe Pharmaceutical  | 1:0      | Universität Fukuoka      |
| Honda Motors           | 1:0      | Hitachi                  |
| Kokushikan-Universität | 0:1      | Furukawa Electric        |
| Yomiuri                | 5:0      | Teijin                   |
| Matsushita Electric    | 0:2      | Yanmar Diesel            |
| Fujita Industries      | 4:0      | Aichi-Gakuin-Universität |
| Toshiba                | 0:2      | Yamaha Motors            |

### Viertelfinale
|                   | Ergebnis |                       |
| ----------------- | -------- | --------------------- |
| Nissan Motors     | 2:1      | Tanabe Pharmaceutical |
| Honda Motors      | 0:1      | Furukawa Electric     |
| Yomiuri           | 2:0      | Yanmar Diesel         |
| Fujita Industries | 0:1      | Yamaha Motors         |

### Halbfinale
|               | Ergebnis        |                   |
| ------------- | --------------- | ----------------- |
| Nissan Motors | 0:0 (3:5 i. E.) | Furukawa Electric |
| Yomiuri       | 2:1             | Yamaha Motors     |

### Finale
|                   | Ergebnis |         |
| ----------------- | -------- | ------- |
| Furukawa Electric | 0:2      | Yomiuri |